# Eugène Müller

Eugène Müller im Landtagshandbuch 1911

Eugen Müller, in der französischen Namensform Eugène Muller, (* 31. August 1861 in Ranspach; † 14. Januar 1948 in Straßburg) war ein elsässischer katholischer Geistlicher und Professor an der theologischen Fakultät der Universität Straßburg sowie Politiker in verschiedenen Positionen. 

## Leben

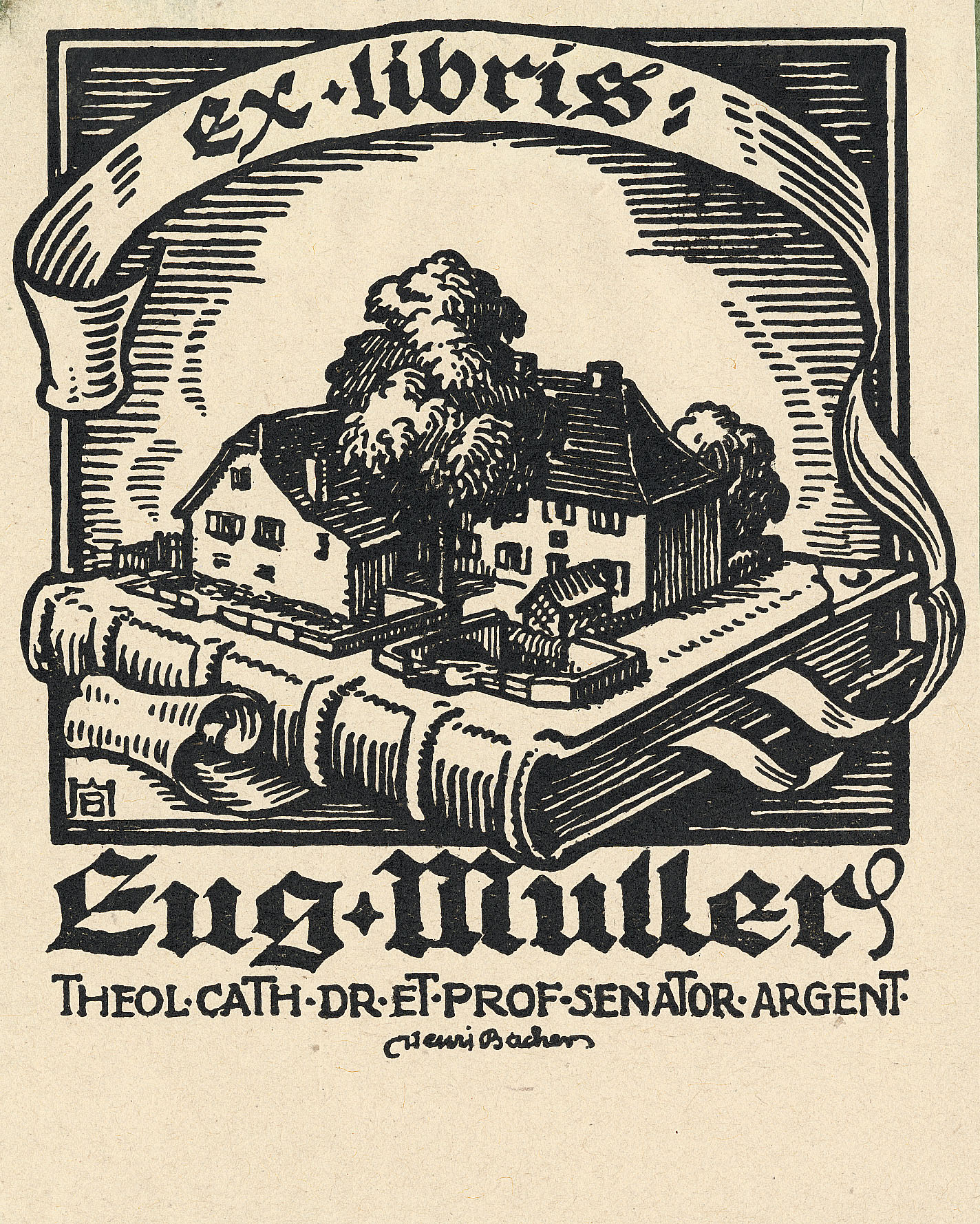
Ex libris Eugen Müller von Henri Bacher

Eugen Müller wurde 1861 in Ranspach im damals französischen Elsass geboren. Müller hatte drei Brüder: Prosper (1918–19 Bürgermeister von Ranspach; † 1923), Jacques (Wirt) und Joseph Müller.
Eugen Müller besuchte von 1877 bis 1879 das kleine Seminar von Bitsch und Montigny-lès-Metz (Lothringen), das damals zweisprachig (deutsch und französisch) war. Zwischen 1879 und 1884 studierte Müller am Priesterseminar in Straßburg Philosophie und Theologie, das Elsass gehörte damals zum Deutschen Reich. 1884 wurde Müller zum Priester geweiht und feierte am 17. August 1884 in Ranspach mit seinem Freund Albert Ehrhard Primiz. Danach wechselte er an die theologische Fakultät der Königlich Theologischen und Philosophischen Akademie Münster. Zwischen 1885 und 1888 studierte Müller an der katholischen Fakultät der Universität Würzburg, an der er Summa cum laude zum Dr. theol. promoviert wurde. Bereits 1884 trat er dort auch der katholischen Studentenverbindung W.k.St.V. Unitas Hetania bei.
1888 bis 1902 war Müller als Professor am Priesterseminar in Straßburg tätig und lehrte dort zunächst die Fächer Kirchengeschichte und Patrologie, ab 1892 auch Christliche Archäologie, 1896 gab er die Kirchengeschichte auf und lehrte Dogmatik. Im Jahr 1900 wurde er Ehrendomherr am Straßburger Münster. 1903 wurde er Professor für Dogmatik, Kirchengeschichte und Christliche Archäologie an der neu eingerichteten katholisch-theologischen Fakultät der Universität Straßburg. 1919 beendete er seine Vorlesungstätigkeit zugunsten seiner politischen Tätigkeit, 1927 wurde er emeritiert.

## Politische Karriere
Zur Zeit des Deutschen Kaiserreichs war Eugen Müller seit der Landtagswahl 1911 bis 1918 Abgeordneter der Zweiten Kammer des Landtags des Reichslandes Elsaß-Lothringen für die Elsaß-Lothringische Zentrumspartei für den Wahlkreis Thann-Saint-Amrin.
In der dritten französischen Republik bekleidete Müller folgende Mandate:
- 16. November 1919 – 9. Januar 1927: Abgeordneter für das Département Bas-Rhin (Unterelsass) (2 Wahlperioden) als Mitglied der Union populaire républicaine (UPR) gewählt für den Bloc national
- 9. Januar 1927 – 31. Dezember 1944: Senator des Unterelsass (2 Wahlperioden)

Am 25. November 1928 wurde er als Nachfolger von Thomas Seltz zum Vorsitzenden der UPR gewählt. Dieses Amt hatte er bis zur Auflösung der Partei 1939 inne. Am 10. Juli 1940 stimmte er in der Nationalversammlung für die erweiterten Vollmachten für Marschall Pétain. Während der deutschen Besetzung Frankreichs lebte Müller von 1940 bis 1945 in Vichy.

## Schriften
- Neubearbeitung von Franz Hettinger: Apologie des Christentums, 1890 bis 1923.
- Natur und Wunder. Ihr Gegensatz und ihre Harmonie; ein apologetischer Versuch. Freiburg 1892 (Dissertation).
- mit Albert Ehrhard (Hrsg.): Straßburger Theologische Studien, 1892 bis 1908.

## Zitat
Aus einer Rede Müllers vom 17. Januar 1913:

„Ich selbst bin ein geborener Franzose und habe mich dessen nie geschämt, ja ich bin stolz darauf und freue mich darüber … Ich bewundere all den Reichtum, all die Herlichkeit, all das Wunderbare, das die französische Kultur in sich birgt. Ich bin auch glücklich, ein Kind dieser Kultur zu sein und ich würde es bedauern, wenn es mir nicht gegeben gewesen wäre, wenigstens in bescheidenem Maße, an den Schätzen des französischen Geistes meinen eigenen Geist zu bereichern. Darf ich das nicht noch in einem höheren Sinne von unserem Lande sagen? Diese Kultur hat unser Volk sicherlich nicht bloß äußerlich berührt, nein, sie hat tiefe Spuren in der Seele unseres Volkes zurückgelassen. Diese Spuren wollen wir erhalten wissen. Wir wollen dazu beitragen, daß sie nicht verloren gehen.“